# Missouri Pacific Corporation
Die Missouri Pacific Corporation war eine Holdinggesellschaft im Bereich Schienenverkehr und Pipelinetransport. 1982 fusionierte die Gesellschaft mit Sitz in St. Louis mit der Union Pacific Corporation.

## Geschichte
Die Gesellschaft wurde am 8. Februar 1928 als Mississippi River Fuel Corporation durch die Standard Oil Company (New Jersey) (22,5%), Columbian Carbon Company (17,1 %), United Carbon Company (13,5 %), Electric Power & Light Corporation (16,2 %), Moody-Seagraves (20,7 %) und Palmer Corporation (10,0 %). gegründet. Die Gesellschaft betrieb Gaspipelines aus den Gasfeldern Richmond und Monroe in Louisiana nach St. Louis und Alton zu Abnehmern in Arkansas, Missouri und Illinois. 1934 waren die Anteilseigner United Gas Corporation (Tochtergesellschaft der Electric Power & Light) (46,9 %), Standard Oil Co. (New Jersey) (22,5 %), Columbian Carbon Company (17,1 %) und United Carbon Company (13,5 %). Die Planung und der Betrieb erfolgte anfänglich durch die Mississippi River Engineers Co., einer 100% Tochter der Standard Oil Co.
1949 wurde William G. Marbury Präsident der Gesellschaft und begann das Geschäft des Unternehmens zu diversifizieren. So wurden ab 1959 Aktien der weitaus größeren Bahngesellschaft Missouri Pacific Railroad erworben. 1962 besaß das Unternehmen die Stimmenmehrheit an der Missouri Pacific. Auf Grund der Kapitalstruktur der Missouri Pacific mit unterschiedlichen Aktionärsrechten kam es 1966 zu einem Rechtsstreit mit der Alleghany Corporation bezüglich der Unternehmenskontrolle. Dieser Konflikt wurde 1974 schließlich durch eine Rekapitalisierung gelöst und die Mississippi River Fuel erhielt die volle Kontrolle über die Bahngesellschaft. Zu diesem Zeitpunkt besaß sie 66,3 % der Aktien.
Daneben erwarb die Mississippi River Fuel 1963/1964 mehrere Unternehmen in der Beton- und Zementherstellung. 1965 wurde die Gesellschaft in Mississippi River Corporation umbenannt. 1974 waren die drei wichtigsten Tochtergesellschaften die Bahngesellschaft, die Mississippi River Transmission Corporation (Betrieb der Gaspipelines) und der Zementhersteller River Cement Company. Zum Gesamtergebnis steuerten die Bahngesellschaft 83 %, Pipelines 14 %, Zementherstellung 3 % bei.
1976 erfolgte die Umbenennung der Gesellschaft in Missouri Pacific Corporation. Ab Ende der 1970er Jahre begann die Gesellschaft Fusionsgespräche mit anderen Bahnunternehmen. Schließlich einigte sich die Gesellschaft 1980 mit der Union Pacific Corporation zur Fusion der beiden Gesellschaften. Die Fusion wurde am 22. Dezember 1982 genehmigt. Die Bahntochter Missouri Pacific Railroad blieb bis zum 1. Januar 1997 ein eigenständiges Unternehmen im Union-Pacific-Konzern. Die anderen Beteiligungen wurden durch die Union Pacific nach der Übernahme veräußert.

## Selma Hall
1953 erwarb die Gesellschaft ein Grundstück von rund 1800 Hektar Land am Mississippi zu dem auch das 1858 errichtete Herrenhaus Selma Hall bzw. Kennett's Castle gehörte und auf dem später eine Zementfabrik errichtet wurde. Selma Hall dient heute der Union Pacific als Gästehaus.

## Unternehmensleitung
- Christy Payne, Präsident 1929–1933
- F. H. Lerch jr. 1933–1943
- Ben C. Comfort 1944–1948
- William G. Marbury, Präsident 1949–1971, Chairman of the board 1956–1971
- Robert H. Craft, Chairman 1971–1973
- Downing B. Jenks, Präsident 1971–1974, Chairman 1974–1983
- Thomas H. O’Leary, Präsident 1974–1982